# Bommanamane, Alur
Bommanamane là một làng thuộc tehsil Alur, huyện Hassan, bang Karnataka, Ấn Độ.